# Music (Madonna-Lied)
Music ist ein Lied der US-amerikanischen Sängerin Madonna, das im Mai 2000 als Vorab-Single ihres gleichnamigen Studioalbums erschien.

## Entstehung
Getextes, komponiert und produziert wurde das Lied von der Interpretin selbst, gemeinsam mit Mirwais Ahmadzaï. In einem Interview mit CNN erinnerte sich Madonna daran, dass ihr Labelpartner Guy Oseary „ein Demo von einem französischen Künstler namens Mirwais“ erhalten habe. Er wollte Madonnas Meinung dazu hören, ob Mirwais bei Maverick unter Vertrag genommen werden könne, da er in den Vereinigten Staaten noch weitgehend unbekannt gewesen sei. Mirwais sei schon immer gerne musikalische Risiken eingegangen und wollte daher durch die Zusammenarbeit mit Madonna das Beste aus ihr herausholen: „Die Herausforderung bestand darin, etwas Aktuelles zum Vorschein zu bringen, etwas Verborgenes in ihrer Persönlichkeit. Jeder kennt [Madonna] als Chamäleon, als Geschäftsfrau. Ich wollte ihr Potenzial als Musikerin zeigen“, so Ahmadzaï.
Die Aufnahmen zum Lied begannen im September 1999 in den Sarm West Studios in London. Madonna wollte den Titelsong zu einem Partysong und einem Liebesbekenntnis machen. Gemeinsam mit Mirwais begann sie, die verschiedenen Teile zu schreiben und zu Gitarrenakkorden die Musik auszuarbeiten. Zusammen begannen sie schließlich mit Electronica- und Funk-Einflüssen zu experimentieren und schufen so die grundlegende Basis des Titels. „Es ist nicht experimentell“, erinnerte sich Mirwais, „aber es ist nicht ganz einfach. Es war ein kleiner Erfolg für die Underground-Musik.“ Laut Madonna prägte das Schreiben und Produzieren von Music mit Mirwais den Ton für das restliche Album. Allerdings hatte sie Kommunikationsprobleme mit ihm, da er kaum Englisch sprach. „In den ersten Tagen der Aufnahmen wollte ich mir die Haare ausreißen“, erinnerte sich Madonna. Sie bat schließlich Mirwais Manager, als Übersetzer einzuspringen.

## Veröffentlichung und Promotion
Am 2. Juni 2000 gelangte eine unautorisierte, unvollständige Demoversion des Liedes ins Internet. Ausschnitte des Liedes, zwischen 30 Sekunden und fast drei Minuten lang, wurden über Fanforen und den Musikdownload-Dienst Napster verbreitet. Madonnas Sprecherin Caresse Norman erklärte, es handele sich um eine unfertige Version. Warner Bros. Records und Maverick Records gaben außerdem eine weitere Erklärung heraus, in der rechtliche Schritte gegen Napster angedroht wurden, falls der Song nicht entfernt würde. Die Verantwortlichen forderten außerdem, dass „die Eigentümer, die dieses Material auf ihrer Website veröffentlicht haben, unserer berechtigten Aufforderung unverzüglich nachkommen und keine unautorisierten Downloads dieses Songs mehr zulassen“. Madonna zeigte sich ebenfalls enttäuscht und veröffentlichte einen Brief über den Leak auf Icon, dem vierteljährlich für ihren offiziellen Fanclub erscheinenden Magazin.
Die offizielle Erstveröffentlichung von Music erfolgte als Single am 19. August 2000 bei Maverick Records. Diese erschien am gleichen Tag als CD-Maxi-Single mit drei verschiedenen Versionen des Liedes (Katalognummer: 9362-44896-2) sowie mit vier verschiedenen Versionen (Katalognummer: 9362-44898-2). Ende des Monats erschien nochmals eine Maxi-Single mit drei Titeln, allerdings mit anderer Titelauswahl (Katalognummer: 9362-44897-2). Auf einer CD-Single sowie auf der B-Seite der MC-Single war der Non-Album-Track Cyber-Raga enthalten, eine Kollaboration mit Talvin Singh. Auf den verschiedenen Singleausführungen erschienen unter anderem Remixversionen von Groove Armada oder auch Deep Dish; alle wurden von Madonna persönlich ausgewählt, da es für sie wichtig gewesen sei, dass ihre Platten in den Klubs gespielt würden. Dort habe sie angefangen und dort werde sie sich wahrscheinlich immer am wohlsten fühlen. Music erschien außerdem am 5. September 2000 als DVD-Single, die das dazugehörige Musikvideo beinhaltete. Am 18. September 2000 erschien das Lied als Teil von Madonnas gleichnamigen achten Studioalbum (Katalognummer: 9362-47865-2), dessen erste Singleauskopplung es ist.
Für die Veröffentlichung der Single wurde ein neuer Internetauftritt namens madonnamusic.com erstellt. Madonna richtete darauf eine Nachricht an ihre Fans: „Ihr habt wahrscheinlich schon seit einiger Zeit von meinem neuen Album Music gehört, aber ich wollte nur sicherstellen, dass ihr wisst, dass die Single sehr bald erscheint. Ich habe an diesem Track mit einem Franzosen namens Mirwais gearbeitet und er ist der Hammer.“

## Inhalt und Stil
Nach der eher introspektiven Stimmung auf Ray of Light wollte Madonna auf dem neuen Album voller Energie sein, und für den Titelsong wollte sie etwas, das ihr das Gefühl geben würde, „ein Tier zu sein, bereit zum Sprung“. Madonna sagte, die Inspiration für das Lied Music sei ihr durch ein Konzert von Sting gekommen, das sie im November 1999 in New York City besucht hatte. Das dortige Publikum verhielt sich zunächst eher ruhig, bis Sting begann, alte Hits seiner Band The Police zu spielen. Plötzlich rückten die Zuschauer jubelnd näher an die Bühne, um Sting zuzuhören. „Plötzlich verloren die Leute ihre Hemmungen und ihre Höflichkeit, und alle hielten praktisch Händchen … Ich meine, das hat mich wirklich bewegt“, erzählte sie Jancee Dunn vom Rolling Stone. „Und ich dachte: ‚Das macht Musik mit Menschen.‘“ Dieses Erlebnis inspirierte Madonna zu den Refrain-Zeilen des Liedes („Music makes people come together / Music, mix the bourgeoisie and the rebel“).
Stilistisch bewegt sich Music in Electro-Pop- sowie Disco-Gefilden. Es ist in einem Viervierteltakt mit einem Tempo von 120 Schlägen pro Minute und in der Tonart g-moll gehalten. Das Lied beginnt mit Madonnas heruntergepitchter Stimme, die die Zeile „Hey Mr. DJ, put a record on, I wanna dance with my baby!“ ausspricht. Nach diesem Text steigt das Lied ein und die elektronisch nun manipulierte Stimme von Madonna singt die Zeilen: „Do you like to boogie woogie? Do you like my acid rock?“. Um den Gesang Madonnas zu verzerren, verwendete Produzent Mirwais Ahmadzaï einen EMS 2000 Vocoder und beschrieb dies in einem Interview mit dem Magazin Keyboards als einen Effekt, der „in Schüben“ vor sich ging. Mark „Spike“ Stent, der für den Mix zuständig war, nahm den Song auf einem SSL 9000J-Mischpult mit einem Sony 3348 HR und einem BASF 931-Band auf. Er mischte ihn in den Londoner Olympic Studios mit SSL G Series Quantegy-Magnetbändern. Tim Young masterte den Track im Metropolis Studio in Chiswick. Laut Rikky Rooksby, Autor von Madonna: The Complete Guide to her Music, besitzt die gesamte Produktion einen trockenen Sound mit starkem Einsatz von Equalizern, die bis zum ersten Refrain für Kontrast im Gesang sorgen. In der Bridge sind Gitarrenriffs und Keyboardakkorde zu hören. Über Kopfhörer bewegt sich die Musik von rechts nach links und umgekehrt. Elektronik-Produzent Stuart Price, der das Lied für Madonnas Drowned World Tour im Jahr 2001 arrangierte, fügte hinzu, die rhythmische Struktur von Music sei von Kraftwerks Lied Trans Europa Express aus dem Jahr 1977 inspiriert.
Textlich bekräftigt das Lied die vereinende Kraft der Musik.

## Musikvideo
Das Video zu Music entstand im April 2000 unter der Regie von Jonas Åkerlund, mit dem Madonna bereits 1998 für ihr Musikvideo zu Ray of Light zusammengearbeitet hatte. Während der Dreharbeiten wurde so gut wie möglich versucht, Madonnas damalige Schwangerschaft zu kaschieren, auch Crewmitglieder wurden gebeten, Vertraulichkeitsvereinbarungen für die Dreharbeiten zu unterzeichnen.
Im Video erscheint Madonna neben ihren beiden Freundinnen (Background-Sängerin Niki Haris und Schauspielerin Debi Mazar) in einem Outfit im urbanen Cowboy-Stil, mit dem sie, wie bereits zwei Jahre zuvor mit dem Musikvideo zu Frozen, einen neuen Modetrend (Cowboyhut, Hüfthosen und Cowboystiefel) begründete. Die drei Frauen steigen in eine luxuriöse Limousine, die vom britischen Komiker Sacha Baron Cohen in seiner Rolle als Ali G gefahren wird. Er nimmt sie mit in einen Nachtclub, wo die Mädchen einen Stripauftritt genießen. In der Mitte des Liedes gibt es eine animierte Sequenz, in der Madonna als eine Art Comic-Superheldin durch die Lüfte fliegt, einige Schriftzüge ihrer alten Songtitel wie Material Girl oder La Isla Bonita zerstört und auf einer Party als DJ auflegt. In der Mitte des Videos unterbricht Ali G das Lied, um mit seinem Rap Madonna davon zu überzeugen, ihn auf ihrer nächsten Single aufzunehmen. Madonna lehnt jedoch ab und bittet ihn, aufzuhören und die Musik noch einmal zu spielen.
Laut Madonna sei das Video eine Parodie auf die Welt des Hip-Hop, die nicht zuletzt durch das Machogehabe ihrer Protagonisten als reine Männerdomäne gilt.

## Rezeption
Kritiker verglichen das Lied mit Madonnas früheren Discosongs wie Everybody (1983), Into the Groove (1985) oder Vogue (1990), da sie in all diesen Liedern betone, dass Musik „die Macht hat, Trennungen aufgrund von Rasse, Geschlecht und Sexualität zu überwinden“.
Das Musikvideo wurde weltweit mit mehreren Preise ausgezeichnet, darunter in der Kategorie Bestes Pop-Video des Jahres bei den Billboard Video Awards im Jahr 2000, sowie in der Kategorie Bestes Dance-Video bei den International Dance Music Awards im selben Jahr.

## Kommerzieller Erfolg

### Chartplatzierungen
Music avancierte zu einem Nummer-eins-Hit in 25 Ländern. In den US-amerikanischen Billboard Hot 100 gelang Madonna ihr zwölfter Nummer-eins-Hit, wodurch sie mit den Supremes gleichzog und den fünften Platz unter den Künstlern mit den meisten Nummer-eins-Hits in den Hot 100 erreichte. In den britischen Charts war Madonna außerdem die erste Solokünstlerin, die zehn Nummer-eins-Singles im Vereinigten Königreich verzeichnen konnte.
| ChartsChartplatzierungen       | Höchstplatzierung | Wochen |
| ------------------------------ | ----------------- | ------ |
| Deutschland (GfK)              | 2 (16 Wo.)        | 16     |
| Österreich (Ö3)                | 5 (12 Wo.)        | 12     |
| Schweiz (IFPI)                 | 1 (22 Wo.)        | 22     |
| Vereinigte Staaten (Billboard) | 1 (24 Wo.)        | 24     |
| Vereinigtes Königreich (OCC)   | 1 (24 Wo.)        | 24     |

| ChartsJahrescharts (2000)      | Platzierung |
| ------------------------------ | ----------- |
| Deutschland (GfK)              | 30          |
| Vereinigtes Königreich (OCC)   | 24          |
| Vereinigte Staaten (Billboard) | 17          |

### Auszeichnungen für Musikverkäufe
| Land/Region                  | Auszeichnungen für Musikverkäufe (Land/Region, Auszeichnung, Verkäufe) | Verkäufe  |
| ---------------------------- | ---------------------------------------------------------------------- | --------- |
| Australien (ARIA)            | 2× Platin                                                              | 140.000   |
| Belgien (BRMA)               | Gold                                                                   | 25.000    |
| Brasilien (PMB)              | Gold                                                                   | 30.000    |
| Deutschland (BVMI)           | Gold                                                                   | 250.000   |
| Frankreich (SNEP)            | Gold                                                                   | 250.000   |
| Schweden (IFPI)              | Platin                                                                 | 30.000    |
| Schweiz (IFPI)               | Gold                                                                   | 25.000    |
| Vereinigte Staaten (RIAA)    | Platin                                                                 | 1.378.000 |
| Vereinigtes Königreich (BPI) | Gold                                                                   | 510.000   |
| Insgesamt                    | 6× Gold · 4× Platin ·                                                  | 2.813.000 |

Hauptartikel: Madonna (Künstlerin)/Auszeichnungen für Musikverkäufe

## Trivia
- Im Lied Veni Vidi Vici auf ihrem Album Rebel Heart (2015) bezieht sich Madonna textlich auf ihre  Lieder Ray of Light und Music („I saw a Ray of Light/Music saved my life“).